# Dopisno glasovanje
Dopisno glasovanje način je glasovanja u kojem se glasački listići šalju biračima poštom koji ih ispunjavaju i koji ih vraćaju poštom nakon glasovanja kod kuće. Dopisno glasovanje alternativa je tradicionalnom glasanju s prisutnosti na biračkom mjestu i elektroničkom glasovanju.
Način glasovanja putem dopisa obično se usvaja kako bi se omogućilo glasovanje najvećem mogućem broju osoba s pravom glasovanje kao na primjer onima koji ne mogu izaći na biračko mjesto zbog tjelesne invalidnosti ili zato što imaju prebivalište u mjestu koje je zemljosno udaljeno od mjesta u kojoj je upisan u birački popis. 
Namijenjeno je povećanju izlaznosti.
Dopisno glasovanje prvi je put uvedeno 1877. u zapadnoj Australiji. Nakon toga usvojile su ga mnoge druge države u svijetu.

## Vanjske poveznice
- Inicijativa GI Narod odlučuje  Arhivirana inačica izvorne stranice od 5. lipnja 2020. (Wayback Machine)
- Dopisno glasovanje je neprovedivo
- Vrijeme je za dopisno glasanje